# پادفرهنگ

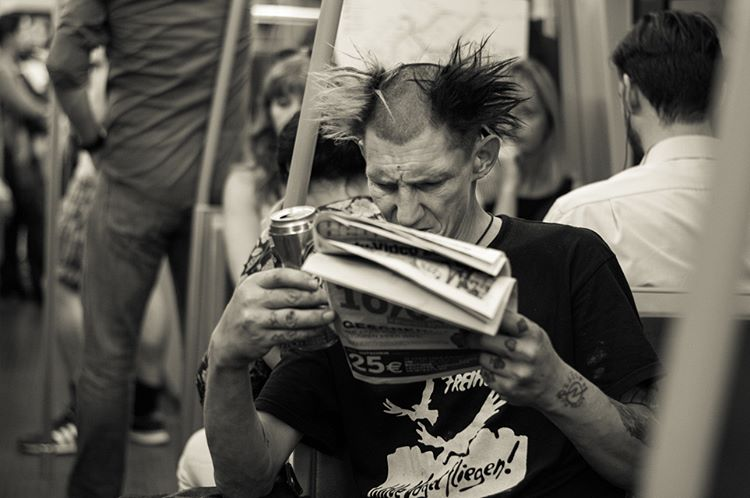
A punk traveling on the Vienna U-Bahn

پادفرهنگ، گونه‌ای از خرده فرهنگ است، که در تضاد با اهمّ ارزش‌ها و هنجارهای فرهنگی که در بستر آن به وجود آمده‌است قرار می‌گیرد. از مشهورترین نمونه‌های پادفرهنگ در غرب، رمانتیسم (۱۷۹۰–۱۸۴۰)، بوهمین (۱۸۵۰–۱۹۱۰)، نسل بیت (۱۹۴۴–۱۹۶۴) و پادفرهنگ دهه ۱۹۶۰ (۱۹۶۴–۱۹۷۴) را می‌توان نام برد.
جان میلتون ینگر در مقاله خود در سال ۱۹۶۰ در American Sociological Review، اصطلاح پادفرهنگ را ابداع کرد. ینگر استفاده از اصطلاح ضدفرهنگ را پیشنهاد می‌کند: «هرجا که نظام هنجاری یک گروه، به عنوان عنصر اولیه، موضوعی در تعارض با ارزش‌های کل جامعه داشته باشد، جایی که متغیرهای شخصیتی مستقیماً در توسعه و حفظ ارزش‌های گروه دخیل هستند. و هر جا که هنجارهای آن را تنها با ارجاع به روابط گروه با فرهنگ مسلط اطراف می‌توان درک کرد.»